# Nombre multicomplexe (Fleury)
Cette page contient des caractères spéciaux ou non latins. S’ils s’affichent mal (▯, ?, etc.), consultez la page d’aide Unicode.
Pour les articles homonymes, voir Nombre multicomplexe.
Pour l’article homonyme, voir Nombre multicomplexe (Segre).
En mathématiques, les nombres multicomplexes de symbole {\displaystyle {\mathcal {M}}\mathbb {C} _{n}} (n ∈ ℕ*) constituent une famille d’algèbres hypercomplexes associatives et commutatives de dimension n sur ℝ.
Ils ont été introduits par Norbert Fleury en 1993.

## Définition
Soit un élément e tel que en = −1 et tel que (1,e,e2,…,en−1) soit une famille libre : 𝓜ℂn est alors défini comme l’algèbre réelle générée par cette famille,,.

## Propriétés algébriques
- Chaque algèbre 𝓜ℂn est un cas particulier d’algèbre de Clifford généralisée (en)[3].
- Comme en+1 = 0, chaque algèbre 𝓜ℂn est canoniquement isomorphe à l’algèbre quotient (en) ℝ[X]/Xn+1.
- Tout nombre multicomplexe de pseudo-norme non nulle peut s’écrire sous forme polaire : {\displaystyle \textstyle x=\rho \exp(\sum _{i=1}^{n-1}\phi _{i}e^{i})}[4].

### Sommes directes et produits tensoriels
- Chaque algèbre 𝓜ℂn est isomorphe à une somme directe[note 3] impliquant ℝ et ℂ[5] :
  - si n est pair :
{\displaystyle {\mathcal {M}}\mathbb {C} _{n}\cong \underbrace {\mathbb {C} \oplus \mathbb {C} \oplus \cdots \oplus \mathbb {C} } _{{\frac {n}{2}}{\text{ facteurs}}}=\bigoplus ^{\frac {n}{2}}\mathbb {C} =\mathbb {C} ^{\frac {n}{2}}\ ;}
  - si n est impair :
{\displaystyle {\mathcal {M}}\mathbb {C} _{n}\cong \mathbb {R} \oplus \underbrace {\mathbb {C} \oplus \mathbb {C} \oplus \cdots \oplus \mathbb {C} } _{{\frac {n-1}{2}}{\text{ facteurs}}}=\mathbb {R} \oplus \bigoplus ^{\frac {n-1}{2}}\mathbb {C} =\mathbb {R} \times \mathbb {C} ^{\frac {n-1}{2}}=\mathbb {R} \oplus {\mathcal {M}}\mathbb {C} _{n-1}\ ;}
  - ce que l’on peut écrire de manière compacte : 𝓜ℂn ≅ ℝn mod 2 × ℂ⌊n/2⌋.
- Il s’ensuit immédiatement que :
  - si m et n ne sont pas simultanément impairs, 𝓜ℂm ⊕ 𝓜ℂn ≅ 𝓜ℂm+n ;
  - si m et n sont simultanément impairs, 𝓜ℂm ⊕ 𝓜ℂn ≅ 𝓜ℂm+n−2 ⊕ {\displaystyle \textstyle \mathbb {C} \!\!\!\!\diagdown }[note 5].
- En utilisant les propriétés précédentes, la distributivité du produit tensoriel d'algèbres ⊗ℝ par rapport à la somme directe ⊕ et l’isomorphisme[note 6] 𝓜ℂ4 ≅ ℂ ⊗ℝ ℂ, on démontre alors aisément que 𝓜ℂm ⊗ℝ 𝓜ℂn ≅ 𝓜ℂmn.

### Isomorphisme avec les nombres multicomplexes de Segre
- 𝓜ℂ2n ≅ ℂn.

### Sous-algèbres
- 𝓜ℂn−1 ⊂ 𝓜ℂn.
- ℝ⌈n/2⌉ ⊂ 𝓜ℂn.
- D’où {\displaystyle \textstyle \mathbb {C} \!\!\!\!\diagdown }⌊(n+1)/4⌋ ⊂ 𝓜ℂn.
- ℂ⌊n/2⌋ ⊂ 𝓜ℂn.

## Cas particulier: 𝓜ℂ3
Au XIXe siècle, après que l’idée de représenter les nombres complexes sous la forme géométrique d’un plan 2D a été avancée, les mathématiciens ont cherché à étendre la notion de complexe à l’espace 3D, mais sans succès.
C’est finalement en abandonnant l’égalité du nombre de dimensions entre l’algèbre hypercomplexe cherchée et l’espace géométrique que les quaternions, de dimension 4, et leurs liens avec les rotations dans l’espace ont été découverts.
Malgré le succès des quaternions, les recherches d’une algèbre hypercomplexe de dimension 3 exhibant des propriétés similaires aux opérations géométriques dans l’espace ont continué, plusieurs auteurs arrivant finalement et indépendamment à l’algèbre 𝓜ℂ3 ou l’un de ses isomorphes triviaux,.